# Jenny Skavlan
Jenny Ebbing Skavlan, född 3 juni 1986, är en norsk modell, skådespelare och programledare. Hon är brorsdotter till Fredrik Skavlan.
Skavlan har haft roller i norska filmer som Jakten på nyresteinen, Fatso, Död snö, Tomme tønner och Full pakke, samt den svenska filmen En gång i Phuket. 
2019 gjorde hon dokumentärserien Jenny Skavlan klär av modebranschen (Avkledd) i åtta avsnitt för NRK, där hon experimenterar med hur modevärlden fungerar och bland annat för fram miljövänligt återbruk av kläder.

## Filmografi
- 1996 – Jakten på nyresteinen
- 2008 – FatsoFatso
- 2009 – Död snö
- 2009 – Amor
- 2010 – Tomme tønner
- 2010 – Nummer
- 2010 – Erlend och Steinjo
- 2011 – Hjelp, vi er i filmbransjen
- 2011 – En gång i Phuket
- 2012 – Papegøye
- 2012 – Justice Is Served
- 2013–2015 – Halvvägs till himlen (TV-serie)
- 2014 – Børning